# Thomas Klestil

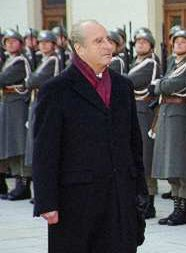
Thomas Klestil

Thomas Klestil, född 4 november 1932 i Wien, död 6 juli 2004 i Wien, var en österrikisk politiker och diplomat. Han var förbundspresident mellan 1992 och 2004. Han avled två dagar före  ämbetsperiodens slut.